# Adelolophus
Adelolophus là một chi khủng long, được Gates Jinnah Levitt & Getty mô tả khoa học năm 2014.